# The Prophet
Dov Elkabas (Ámsterdam, Países Bajos, 5 de noviembre de 1968), es un DJ y productor holandés, orientado al hardstyle y al hardcore. 

## Biografía
Dov comenzó su carrera como DJ en 1983 después de descubrir los tocadiscos en una discoteca en Ámsterdam. En ese momento trabajaba en un hotel y actuaba como DJ. Se le pidió que eligiera y tomó la decisión de ser DJ a tiempo completo. Comenzó a tocar la música hip hop antes de cambiarse al house en 1988. Aproximadamente tres años después, formó un equipo de DJs conocido como «The Dreamteam», junto con DJ Dano, Buzz Fuzz y Gizmo. El equipo fue un gran éxito en la escena gabber. 
Más tarde, The Prophet cambió del hardcore al hardstyle porque no le gustó el hecho de que la comunidad del hardcore quisiera que la música se volviera «más dura». Es famoso tanto como DJ, como productor. También es el propietario de Scantraxx Records, uno de los sellos discográficos holandeses más grandes de hardstyle.
Sus producciones fueron editadas en vinilo y CD en sellos como ID&T o Q-dance. También está detrás de muchas mezclas de DJ que se publicaron en CD, como los CD Thunderdome, y participó en proyectos como Hardheadz (junto con DJ Pavo) y Punk Brozz (con DJ Zany).
En 2014 lanzó su primer álbum, Louder, que le llevó alrededor de nueve meses producir este álbum.

## Sencillos
| Título                                                   | Año           | Sello discográfico               | Release info                                           |
| -------------------------------------------------------- | ------------- | -------------------------------- | ------------------------------------------------------ |
| The Source                                               | 1992          | DT Music                         | bajo el alias Avantguarde                              |
| To The Rhythm                                            | 1992          | DT Music                         | Under the alias Collage                                |
| Cook & Curry                                             | 1993          | Mokum Records                    | Under the alias Cookiemunsta                           |
| Dominatin                                                | 1993          | Dreamteam Productions            | Daniël Leeflang                                        |
| Thunderdome 4 EP                                         | 1993          | Dreamteam Productions            |                                                        |
| Dominatin' EP                                            | 1993          | Dreamteam Productions            |                                                        |
| Allright Now Here We Go!!!!                              | 1994          | Dreamteam Productions            |                                                        |
| Featuring "The Highest Sense..."                         | 1994          | Say No More                      |                                                        |
| Housetime!                                               | 1995          | Test Crash Records               |                                                        |
| Big Boys Don't Cry                                       | 1995          | Pengo Records                    |                                                        |
| I Love You                                               | 1995          | Boedha Records                   |                                                        |
| Freeze Now                                               | 1995          | Boedha Records                   |                                                        |
| The Way You Make Me                                      | 1995          | Pengo Records                    | With DJ Delirium                                       |
| We ♥ To Party                                            | 1995          | Test Crash Records               | With DJ Delirium                                       |
| Cyberzone                                                | 1995          | Cyberzonic Records               |                                                        |
| I Like It Loud                                           | 1996          | Test Crash Limited               |                                                        |
| Da Boomin' Bass                                          | 1996          | Test Crash Records               | With DJ Delirium                                       |
| Feels So Real                                            | 1996          | ID&T                             | With DJ Delirium                                       |
| What Iz Life                                             | 1997          | Dreamteam Productions            |                                                        |
| Power Pill                                               | 1997          | H2OH Recordings                  | With Omar Santana                                      |
| Return Of The Zilla                                      | 1997          |                                  | The Rose                                               |
| Slam The Place                                           | 1998          | ID&T                             | With E-Rick & Tactic                                   |
| Roll The Place                                           | 1998          | ID&T                             | With Buzz Fuzz                                         |
| Harakiri Vol. 1                                          | 1999          | BZRK Records                     | With 50% of the Dreamteam & DJ Buzz Fuzz               |
| Go Get Ill                                               | 2000          | Masters of Hardcore              | With DJ Buzz Fuzz                                      |
| Scratched                                                | 2003          | Scantraxx                        | With DJ Dana                                           |
| Hardstyle Baby                                           | 2003          | Scantraxx                        |                                                        |
| Follow The Leader                                        | 2004          | Scantraxx                        | With DJ Duro                                           |
| Follow The Leader                                        | 2003          | Q-Dance, ID&T                    |                                                        |
| Another Track                                            | 2004          | Scantraxx                        | With SMF                                               |
| Bitcrusher/Mani-X                                        | 2005          | With The Beholder & Max Enforcer | Seismic Records                                        |
| Shizzle the Rmx                                          | 2005          | Scantraxx                        | With DJ Duro                                           |
| Stereo Killa                                             | 2005          | ScantraXXL                       | With Marc Acardipane                                   |
| Emergency Call                                           | 2005          | Q-Dance                          | Defqon.1 anthem 2005                                   |
| Big Boys Don't Cry/Allright Now Here We Go!!!            | 2006          | ScantraXXL                       |                                                        |
| Payback                                                  | 2006          | M!D!FY                           | With Brennan Heart                                     |
| Dipswitch / OG Pimp                                      | 2006          | Scantraxx Special                |                                                        |
| Stampuhh!!                                               | 2006          | Scantraxx                        | With Deepack                                           |
| Fucking Pornstar/Cocain Bizznizz                         | 2006          | Scantraxx                        |                                                        |
| Big Boys Don't Cry                                       | 2006          | Scantraxx                        |                                                        |
| High Rollerz / Scar Ur Face                              | 2007          | Scantraxx Reloaded               | With Headhunterz                                       |
| Remixx3d 001                                             | 2007          | Scantraxx                        |                                                        |
| Cold Rockking / Alive                                    | 2008          | Scantraxx Silver                 | With Wildstylez                                        |
| Chubby / Fuck-R                                          | 2008          | Scantraxx                        |                                                        |
| Summer of Hardstyle                                      | 2009          | Scantraxx                        | Proppy & Heady                                         |
| Psycho Ex                                                | 2009          | Titanic Records                  | With Technoboy, ft. Shayla                             |
| Recession / Morphed                                      | 2009          | Scantraxx                        |                                                        |
| Elites / My Worship                                      | 2010          | Scantraxx Silver                 |                                                        |
| My Religion / Don't Touch Me / Black Stripez             | 2010          | Scantraxx Silver                 |                                                        |
| I Like It Rammuhloud (X-Pander Mash-Up)                  | 2011          | Free Release                     |                                                        |
| Wake Up! / Till U Believe It / Face the Enemy (Zany Rmx) | 2011          | M!D!FY                           | With Brennan Heart                                     |
| Wake Up! (The Prophet's Hardcore Remuxx)                 | 2011          | Free Release                     | With Brennan Heart                                     |
| Shizzle (2011 Remuxx)                                    | 2011          | Scantraxx                        | With Dj Duro                                           |
| Forget About It                                          | 2011          | Scantraxx                        |                                                        |
| Pitch Black                                              | 2011          | Scantraxx Special                | Official Black 2011 Anthem                             |
| Window of Time / Really Don't Care                       | 2011          | Scantraxx                        |                                                        |
| Ordinary Life                                            | 2012          | Scantraxx Special                |                                                        |
| One Moment                                               | 2012          | Scantraxx                        |                                                        |
| Mindkiller                                               | 2012          | Scantraxx                        |                                                        |
| BOOOM!! / Punk MF                                        | 2012          | Scantraxx                        |                                                        |
| Smells Like Hardstyle                                    | 2012          | Free Release                     |                                                        |
| Someone Like You                                         | 2012          | Free Release                     | Feat. Ndrah Lake                                       |
| Bring Me Down                                            | 2012          | Scantraxx                        | With Audiofreq, feat. Teddy                            |
| We Are One!                                              | 2012          | Scantraxx                        | With Audiofreq                                         |
| Reflections Of Your Dark Side                            | 2012          | Scantraxx Special                | Official Black 2012 Anthem                             |
| My Style                                                 | 2012          | Scantraxx                        |                                                        |
| H3Y!                                                     | 2013          | Scantraxx Special                |                                                        |
| Ordinary Life                                            | 2013          | SectionZ Records                 | KATFYR Remix                                           |
| The Bizz                                                 | 2013          | Scantraxx                        |                                                        |
| Prozaxx (X-Pander Kick Edit)                             | 2013          | Free Release                     | with Zatox                                             |
| R3tro                                                    | 2013          | Scantraxx                        |                                                        |
| So Wrong                                                 | 2013          | Scantraxx                        | With Popr3b3l                                          |
| Everlasting                                              | 2013          | Scantraxx Special                |                                                        |
| Summer of 2011 (Prophet Refixx)                          | 2014          | Origins                          | Proppy & Heady                                         |
| Tracking The Beat                                        | 2014          | Scantraxx                        |                                                        |
| Triple F (Fight For Freedom)                             | 2014          | Scantraxx                        | With The Anarchist                                     |
| Hoo-Ey                                                   | 2014          | Scantraxx                        |                                                        |
| Conquer the World                                        | 2014          | Scantraxx                        | With Audiotricz                                        |
| Embrace                                                  | 2014          | Scantraxx                        |                                                        |
| For The Better                                           | 2014          | Scantraxx                        |                                                        |
| H3Y! (2014 Edit)                                         | 2014          | Scantraxx                        |                                                        |
| I'm The King                                             | 2014          | Scantraxx                        | With Adaro                                             |
| Evil Rains                                               | 2014          | Scantraxx                        | With Rob Gee                                           |
| Echoes                                                   | 2014          | Scantraxx                        | feat. Lilly Julian                                     |
| Afsluitplaatje                                           | 2014          | Scantraxx                        |                                                        |
| Make Me Stay                                             | 2014          | Scantraxx                        | With Noisecontrollers & Leonie Meijer                  |
| Breaks E.P. 1                                            | 2014          | Scantraxx                        |                                                        |
| Breaks E.P. 2                                            | 2014          | Scantraxx                        |                                                        |
| I'm A Superman / Say Forward                             | 2014          | Negus Roots                      | With Neville Brown                                     |
| Louder                                                   | 2014          | Scantraxx                        |                                                        |
| IDGAF (I Don't Give A Fuck)                              | 2014          | Scantraxx                        | With The Anarchist, feat. Rob Gee                      |
| Dark Matter                                              | 2014          | Scantraxx                        | With The Anarchist, (Official Ground Zero 2014 Anthem) |
| Rokkstar                                                 | 2014          | Scantraxx                        |                                                        |
| Kikkdrum                                                 | 2014          | Scantraxx                        |                                                        |
| Till I Die                                               | 2015          | Scantraxx                        |                                                        |
| Jumpp upp                                                | 2015          | Foolish records                  | With Darkraver                                         |
| Mixmaster                                                | 2015          | Scantraxx                        |                                                        |
| Here We Go!                                              | 2015          | Foolish Records                  |                                                        |
| Reverse Bass                                             | 2015          | Scantraxx                        |                                                        |
| Till I die                                               | 2015          | Scantraxx                        |                                                        |
| Flute                                                    | 2015          | Scantraxx                        |                                                        |
| Caramba                                                  | 2016          | Scantraxx                        |                                                        |
|                                                          | Hunt You Down | 2016                             | Scantraxx                                              |
| Desire                                                   | 2016          | Scantraxx                        |                                                        |
| Timemachine                                              | 2016          | Scantraxx                        |                                                        |
| Welcome To The Club                                      | 2017          | Scantraxx                        |                                                        |
| One Of Us                                                | 2017          | Scantraxx                        |                                                        |
| Tyrone                                                   | 2018          | Scantraxx                        |                                                        |
| Lights Out                                               | 2018          | Scantraxx                        |                                                        |
| No Stopping Us!                                          | 2018          | Scantraxx                        |                                                        |
| Wanna Play                                               | 2019          | Scantraxx                        |                                                        |
| The Lonesome Boatman                                     | 2019          | Scantraxx                        |                                                        |
| Shine                                                    | 2019          | Scantraxx                        |                                                        |
| Fiyaaah                                                  | 2019          | Scantraxx                        |                                                        |
| Non-Stop                                                 | 2019          | Scantraxx                        |                                                        |
| Get dumb!                                                | 2020          | Scantraxx                        |                                                        |
| Wanna Play (270 BPM Terror Edit)                         | 2020          | Scantraxx                        |                                                        |
| All In My Head                                           | 2020          | Scantraxx                        | con Devin Wild                                         |
| YMRL2K20                                                 | 2020          | Scantraxx                        |                                                        |
| Outta Control                                            | 2020          | Scantraxx                        |                                                        |
| The Miracle                                              | 2020          | Scantraxx                        |                                                        |
| I Got A Dream                                            | 2020          | Scantraxx                        |                                                        |
| Lay Law                                                  | 2021          | Scantraxx                        |                                                        |
| Creatures Of The Night                                   | 2021          | Scantraxx                        |                                                        |
| Its My Beat                                              | 2021          | Scantraxx                        |                                                        |
| Underworld                                               | 2021          | Scantraxx                        |                                                        |
| Listen To Your Hardcore                                  | 2021          | Scantraxx                        |                                                        |
| Esta Loca                                                | 2022          | Scantraxx                        |                                                        |
| In Hardstyle We Trust                                    | 2022          | Scantraxx                        |                                                        |
| Never Fake                                               | 2022          | Scantraxx                        |                                                        |
| Never Alone                                              | 2022          | Scantraxx                        |                                                        |
| The Get Back                                             | 2023          | Scantraxx                        | con Frontliner                                         |

- Datos: Q1339157
- Multimedia: The Prophet / Q1339157